# يوهان جورج ويل
يوهان جورج ويل (بالفرنسية: Jean-Georges Wille)‏ هو نقاش فرنسي وألماني، ولد في 5 نوفمبر 1715 في غيسن في ألمانيا، وتوفي في 5 أبريل 1808 في باريس في فرنسا.